# Атиша
Ати́ша Дипанка́ра Шриджня́на (бенгали: অতীশ দীপঙ্কর শ্রীজ্ঞান Ôtish Dipôngkor Srigên, IAST: Atiśa Dīpaṃkara Śrījñāna, Вайли: a ti sha dpal mar me mdzad ye shes, тиб. ཨ་ཏི་ཤ་དཔལ་མར་མེ་མཟད་ཡེ་ཤེས; 982—1054) — один из великих учителей буддизма махаяны,  индийский буддийский мыслитель и проповедник, переводчик, восстанавливавший буддизм в Тибете после гонений царя Лангдармы; основатель школы Кадам тибетского буддизма.

## Ранние годы
Атиша родился в 982 году в столице бенгальской империи Пала, в Бикрампуре, в аристократической семье. В детстве он носил имя Чандрагарбха. 
С ранних лет он обладал огромным интересом к изучению буддизма и, согласно традиции, "учился у ста учителей". Наиболее известными наставниками Атиши были Ратнакарашанти (Шантипа), Джняна Шримати и Наропа — прославленные пандиты буддийского университета Викрамашила.
В возрасте двадцати одного года Атиша принял монашество, получив буддийское имя Дипанкара Шриджняна («Достославный Мудрый Источник Света»).
До тридцати лет учёный изучал буддийский канон  Трипитаку и классические сочинения философов различных буддийских школ.

## Деятельность наСуматреиТибете
В 1011 году Атиша вместе с сотней своих учеников отправился на остров Суматру государства Шривиджая и стал учиться у Дхармакирти из Шривиджая, которого тибетцы называют также Сэрлингпа (Gser-gling-pa), и получал наставления по бодхичитте. Там он учился 12 лет и вернулся в Магадху, где получил признание знаменитых буддийских учёных.
После этого он многократно приглашался на Тибет, пока наконец не принял приглашения около 1024 года.
С именем Атиши связано возрождение буддизма в Тибете. Атиша попал в библиотеку монастыря Самье и был поражён обилием драгоценных рукописей. 
Он активно взялся за переводы и упорядочивание литературы, используя те книги, которые привёз с собой, и те, что сохранились на Тибете. Возникшие со времён Атиши школы кадам, сакья и кагью получили название Школ Новых Переводов, в отличие от прежней школы ньингма, которая считается Школой Старых Переводов, и была в то время почти уничтожена царём Ландармой.
Его преемником стал Дромтонпа, который сформировал традицию, получившую впоследствии название кадампа (bKa'-gdams-pa). 
Позднее Чже Цонкапа на базе учения кадам основал школу гелуг (dGe-lugs), которая называлась также Новая Кадампа.
Поначалу учение о Бодхичитте "хранилось в секрете", и было передано Атишей только одному ученику — Дромтонпе. В дальнейшем учение распространилось на Тибете как Практика Ума (Лочжонг) и было принято всеми буддийскими школами. Сегодня оно практикуется всеми буддистами Тибета и окружающих его регионов - как монахами, так и многими мирянами.

## Сочинения

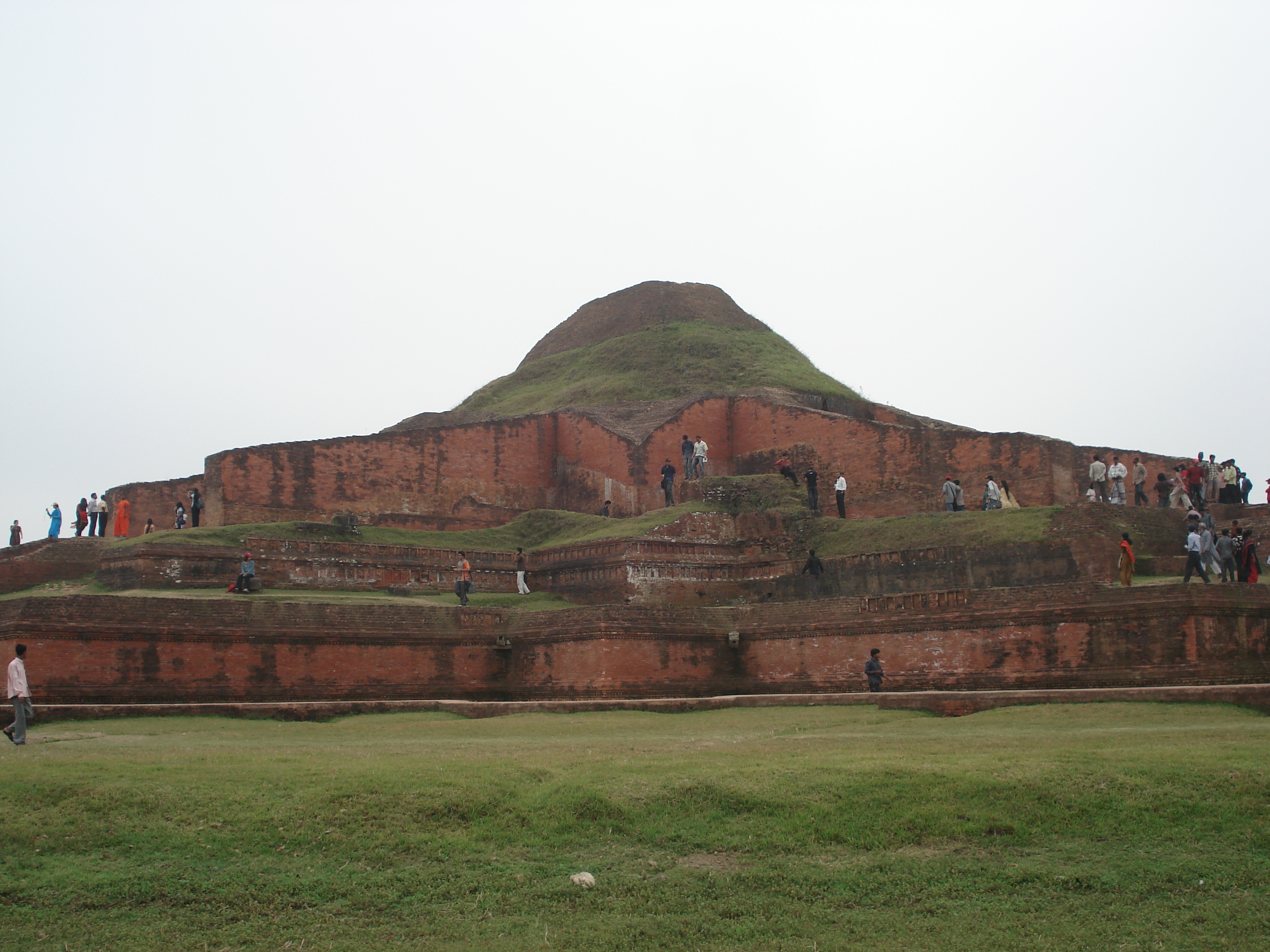
Сомапура Махавихара, где жил и работал Атиша.

Атиша написал, перевёл и отредактировал большое количество сочинений, при этом он также переводил на тибетский санскритские книги, найденные им в Тибете.
Семьдесят девять его сочинений сохранилось в буддийском каноне Тенгьюр. Вот наиболее известные книги:
- Светоч на пути к Пробуждению (Bodhipathapradipa)
- Charyasanggrahapradipa
- Satyadvayavatara
- Vodhisattvamanyavali
- Madhyamakaratnapradipa
- Mahayanapathasadhanasanggraha
- Shiksasamuchchaya Abhisamya
- Prajnaparamitapindarthapradipa
- Ekavirasadhana
- Vimalaratnalekha

## Смерть
Атиша умер в 1054 году, проведя на Тибете 30 лет, в деревне Летхан около Лхасы, где сейчас установлена мемориальная ступа. Его прах 28 июня 1978 был перенесён в Дакку в Бангладеш, и захоронен на территории Дхармараджика Баудда Вихары.